# Mukesh Rishi
Mukesh Rishi (ur. 19 kwietnia 1956 w Dżammu) to indyjski aktor filmowy grający w Bollywoodzie i Tollywoodzie. Pochodzi ze stanu Dżammu i Kaszmir. Jego rodzina zajęta biznesem nie miała nigdy nic wspólnego z pracą w filmie. Pracował w interesie rodzinnym w Mumbaju. Kilka lat spędził w Nowej Zelandii, skąd przywiózł do Mumbaju żonę. Po powrocie zaczął studiować wymarzone aktorstwo (w  szkole aktorskiej Roshana Taneja).  

## Filmografia

### od 2000
- Nehle Pe Dehlla (2007)
- Fauj Mein Mauj (2007)
- Stalin – Człowiek dla społeczeństwa (2006)
- Bangaram (2006)
- Pournami (2006)
- Teesri Aankh (2006)
- Vishwa (2006)
- Bunny (2005)
- Szantaż (2005)
- It Could Be You (2005)
- The White Land (2005)
- Asambhav (2004)
- Garv (2004)
- Nenunnanu (2004)
- Run (2004)
- Dil Pardesi Ho Gayaa (2003)
- War & Love (2003)
- Znalazłem cię (2003)
- Jaal (2003)
- Simhadri (2003)
- om (2003)
- Indian Babu (2003)
- Palanati Brahmanaidu (2003)
- Dum (2003)
- Okkadu (2003)
- Maseeha (2002)
- Indra (2002)
- Miłosne manewry (2002)
- Yeh Kaisi Mohabbat (2002)
- Tumko Na Bhool Paayenge (2002)
- Indian (2001)
- Jodi No.1 (2001)
- Aashiq (2001)
- Khiladi 420 (2000)
- Kurukshetra (2000)
- Hamara Dil Aapke Paas Hai (2000)
- Pukar (2000)

### od 1990 do 1999
- Arjun Pandit (1999)
- Kohram (1999)
- Sooryavansham (1999)
- Poświęcenie (1999)
- Aarzoo (1999)
- Lal Baadshah (1999)
- Nyaydaata (1999)
- Bandhan (1998)
- Zulm-O-Sitam (1998)
- Iski Topi Uske Sarr (1998)
- Humse Badhkar Kaun (1998)
- Vinashak (1998)
- Gunda (1998)
- Hatyara (1998)
- Lahoo Ke Do Rang (1997)
- Gupt (1997)
- Judwaa (1997)
- Kaalia (1997)
- Mrityudaata (1997)
- Naseeb (1997)
- Ram Aur Shyam (1996)
- Ghatak (1996)
- Sapoot (1996)
- Loafer (1996)
- Bhishma (1996)
- Saajan Chale Sasural (1996)
- Shastra (1996)
- Ram Shastra (1995)
- Sanjay (1995)
- Baazi (1995)
- Surakshaa (1995)
- Gardish (1993)
- Parampara (1992)
- Humlaa (1992)
- Ghayal (1990)